# 2003 год в истории железнодорожного транспорта
2003 год в истории железнодорожного транспорта

## События

### В России
- Январь — завершена электрификация Транссиба, начатая в 1929 г.
- 25 мая — открыт Ладожский вокзал.
- 1 октября — создано ОАО «РЖД».
- 5 декабря — открыт самый длинный (более 15 км) в России Северо-Муйский тоннель, спрямивший 54 км участок Байкало-Амурской магистрали, движение на котором было опасным из-за многочисленных крутых серпантинов и высоких виадуков.
- 24 декабря на железнодорожном перегоне Тулун — Утай (Иркутская область) произошло столкновение поезда, следовавшего рейсом по маршруту Владивосток — Новосибирск с оказавшимся на переезде грузовым автомобилем КамАЗ. Погибли три человека[1].
- Переведён на переменный ток Волгоградский узел.
- Создана Ямальская железнодорожная компания.

### В мире
- 1 февраля — в Зимбабве близ города Камбазуман произошло столкновение пассажирского и грузового поездов. Погибли порядка 40 человек[2].
- 2 июля — в Индии в пригороде столицы штата Андхра-Прадеш, города Хайдерабадана локомотив и два первых вагона сошли с рельсов. Погибли минимум 10 человек[3].
- 21 июля — торнадо разрушил большая часть виадука Кинзу (США).
- 12 октября — открылась Циньшэньская ВСМ, первая китайская высокоскоростная железнодорожная магистраль.
- 18 октября — в Казахстане завершено строительство железной дороги Арыстансор — Хромтау.[4].
- 28 ноября — TGV перевёз своего миллиардного пассажира с начала движения в 1981 году.
- Созданы Израильские железные дороги.